# Narrenzunft Schömberg

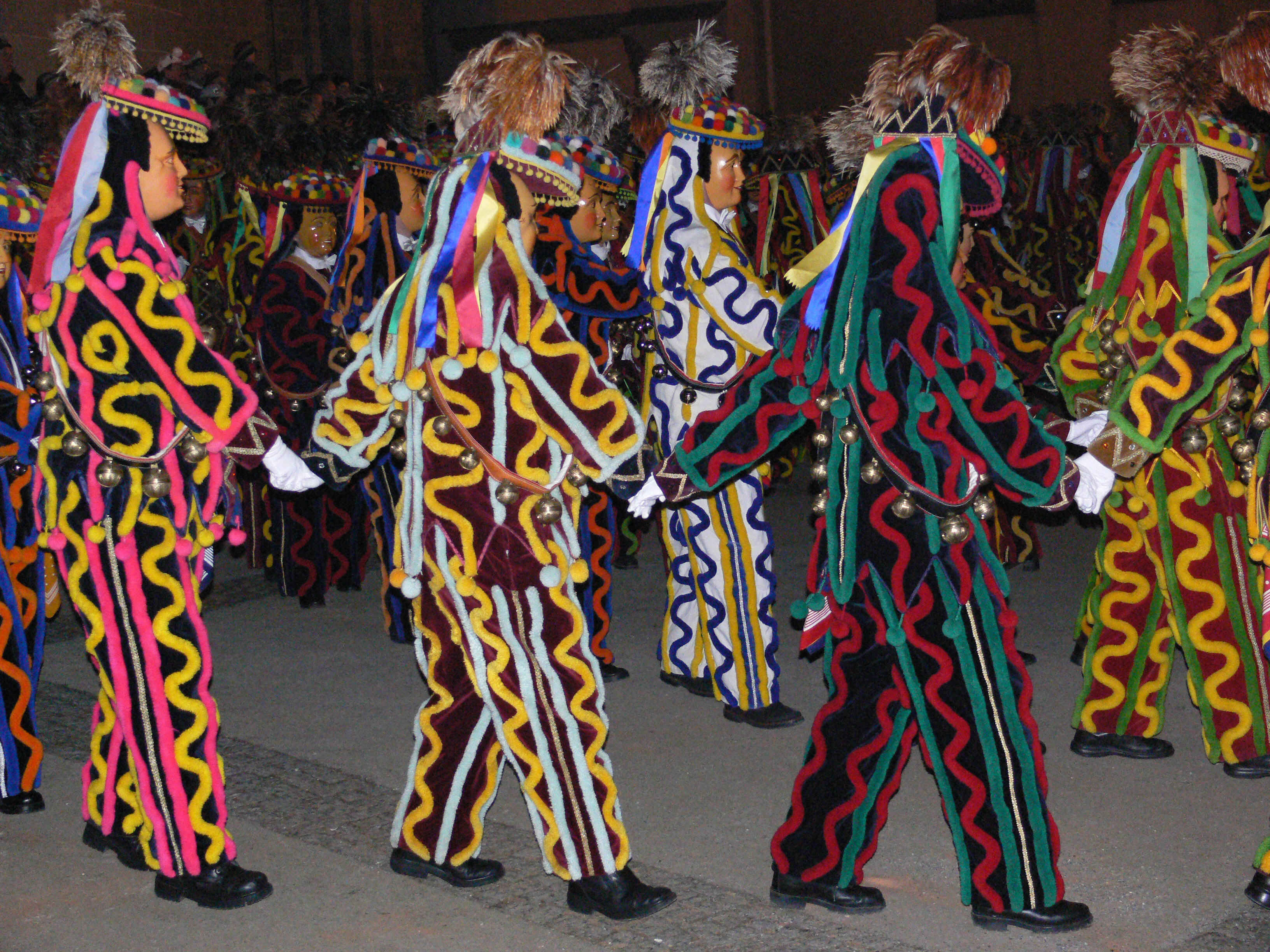
Schömberger Fransennarren auf dem Narrentreffen in Weingarten 2006

Die Narrenzunft Schömberg e.V. ist eine Narrenzunft, deren Aufgaben als gemeinnütziger eingetragener Verein die Bewahrung der Traditionen der schwäbisch-alemannischen Fasnet und die Ausrichtung der Narrensprünge in Schömberg ist.
Schömberg im Zollernalbkreis gilt als eine Hochburg der schwäbisch-alemannischen Fasnet, die seit 2014 ins bundesweite Verzeichnis des immateriellen Kulturerbes der UNESCO aufgenommen wurde. Die Narrenzunft Schömberg ist seit 1929 Mitglied in der Vereinigung Schwäbisch-Alemannischer Narrenzünfte e.V. (VSAN) und in dieser der Landschaft Neckar-Alb zugeordnet.
Die Schömberger Fasnet ist überregional für den Narrentanz „dr Bolanes“ (schwäbisch „Polonaise“) und die farbenfrohen, mit Wollfransen verzierten und namensgebenden Fransennarren bekannt.

## Ziel und Struktur
Das Ziel der Narrenzunft Schömberg ist Bewahrung der Fasnetstradition sowie die Veranstaltung und Organisation der Fasnet in Schömberg. Die Narrenzunft Schömberg ist ein gemeinnütziger eingetragener Verein.

### Organe und Mitglieder
Organe des Vereins sind der Vorstand und die Generalversammlung. Die Generalversammlung wählt den Vorstand. Stimmberechtigt ist jedes Mitglied der Narrenzunft ab vollendetem 18. Lebensjahr.
Anders als bei vielen Vereinen üblich wird der Beitrag nicht überwiesen oder per Lastschrift eingezogen. Die Vorstandsmitglieder – Narrenräte genannt – ziehen die Mitgliedsbeiträge während einer Haussammlung ein. Jeder Narrenrat hat ein zugewiesenes Gebiet, welches er in der Zeit zwischen Dreikönig und dem Fasnetssamstag (Samstag vor Aschermittwoch) abarbeitet. Mitglied ist jeder, der mindestens 1 Euro (früher 2 DM) pro Jahr spendet. Im Zuge dessen werden auch Mitgliedsabzeichen mit jährlich wechselndem Motiv verkauft.

### Narrenrat
Der gesamte Vorstand wird Narrenrat genannt. Dieser bildet unter sich Ausschüsse wie z. B. den Häsausschuss, der die Erfassung der Häser und die Häsordnung koordiniert oder den Zunftballausschuss, der die Saalveranstaltungen organisiert.
Neben dem Zunftmeister (1. Vorsitzender) und seinem stellvertretenden Zunftmeister (2. Vorsitzender) kennt die Satzung den Säckelmeister (Kassier), den Kämmerer (Geräteverwalter) und den Schriftführer. Alle weiteren Narrenräte fungieren als Beisitzer. Der Narrenrat kann satzungsgemäß bis zu zwanzig Mitglieder umfassen und ist nicht, wie in vielen anderen Narrenzünften auf elf Mitglieder (Elferrat) begrenzt.
Der Narrenrat trifft sich in der Regel einmal monatlich – außer im August – zu einer Vorstandssitzung. Dazu sind jeweils eine Abordnung der 20er und 19er in beratender Funktion eingeladen. Ab und zu werden auch andere Beteiligte wie z. B. die Husaren oder Vertreter der Musikvereine eingeladen, sollte es ein gemeinsames Thema geben. Letztere sind ebenfalls nicht stimmberechtigt.

#### Bekleidung
Die Narrenräte tragen eine, an den Fransennarr angelehnte Jacke aus weißem Stoff mit den aufgenähten Wollfransen. Wie bei den Fransennarren ist die Farbgebung der Wollfransen jedem Narrenrat selbst überlassen, solange sich die Farben an die Häsordnung halten.
Zur Jacke tragen die Narrenräte eine schwarze Stoffhose, schwarze Schuhe und weiße Handschuhe sowie einen schwarzen Filzhut mit aufgenähten Wollbollen und einem Federnwisch. Darunter wird eine Weste aus dunkelrotem Samt mit einem Muster im Reißverschlussbereich, das ebenfalls an den Fransennarr angelehnt ist, getragen. Um den Hals wird ein goldener Hausorden in Sternform getragen, an der Weste befindet sich ein kleiner Hausorden ggf. mit einer, nach Dienstzeit abhängigen gefärbten Umrandung (siehe Ehrungen).
Im Unterschied zu vielen anderen Narrenzünften kennt die Narrenzunft Schömberg verschiedene Häser für den Narrenrat. So gibt es neben dem erwähnten „Großen Dienstanzug“ einen „Kleinen Dienstanzug“, der ohne die Jacke und anstatt dem großen Filzhut mit einer reinen Bollenkappe getragen wird. In Ergänzung kann eine schwarze Jacke über der Weste getragen werden.
Bei den Haussammlungen trägt der Narrenrat nur die Bollenkappe zu ziviler Kleidung.

#### Ehrennarrenräte
Nach 25 Jahren Tätigkeit im Narrenrat wird das jeweilige Vorstandsmitglied Ehrennarrenrat. Ehrennarrenräte dürfen ihr Narrenratshäs auch beim Ausscheiden als aktiver Narrenrat behalten und bei offiziellen Anlässen der Narrenzunft tragen. Häufig helfen sie im Hintergrund noch mit und unterstützen den aktiven Narrenrat bei seiner Arbeit. Des Weiteren ist ihnen erlaubt, bei offiziellen Veranstaltungen der Narrenzunft, der VSAN und der Landschaft im Narrenratshäs aufzutreten und die aktiven Narrenräte zu ergänzen. Stimmberechtigt sind die Ehrennarrenräte, sofern sie nicht mehr aktiv sind, nicht mehr.

### Ehrungen
Verdiente Mitglieder können zu Ehrenmitgliedern ernannt werden.
Aktive Narrenräte werden nach zehn (bronzener Hausorden) und 20 Jahren (silberner Hausorden) sowie nach 25 Jahren (goldener Hausorden und Ernennung zum Ehrennarrenrat) geehrt.
Des Weiteren gibt es Ehrungen von der Vereinigung schwäbisch-alemannischer Narrenzünfte (VSAN) und der Landschaft Neckar-Alb nach den dort geltenden Ehrenordnungen.

## Geschichte

### Bis 1921
Die Entstehung der Schömberger Fasnet lässt sich bis zum Jahre 1796 belegbar zurückverfolgen. Durch einen großen Stadtbrand im Jahr 1750, bei dem bis auf zwei Gebäude alle Häuser niederbrannten, ist es jedoch möglich, dass die Fasnet bereits vorher stattgefunden hat. Das erste noch erhaltene Narrenkleid stammt aus dem Jahre 1812, welches sich heute noch im Privatbesitz eines Schömberger Einwohners befindet. Bei gutem Wetter ist die Figur des Alten Harzers auch heute noch am Fasnetssonntag zu sehen.

### 1922 bis nach dem Krieg
Erst im Jahre 1922 wurde die Narrenzunft Schömberg als eingetragener Verein offiziell gegründet. Davor wurde die Fasnet von den Handwerkerzünften organisiert und durchgeführt. Durch Verordnungen und Verbote seitens der Regierungsbehörden konnte die Fasnet nicht mehr ohne einen offiziellen Verein veranstaltet werden.
Während des Ersten (1915–1918) wie auch während des Zweiten Weltkriegs (1940–1945) und dessen Nachkriegszeit (1946–1948) fand keine bzw. fast keine Fasnet in Schömberg statt. 1946 haben die damaligen 20er (Jahrgang 1926), wenn auch unter sehr schlechten Umständen, ihre 20er-Fasnet gefeiert. Dies war von der französischen Besatzungsmacht nicht genehmigt. Gleiches wiederholte sich im Jahre 1948. Erst ein Jahr später akzeptierte die Militärregierung die Wahl eines neuen Narrenrates.

### 1960er–1970er
Im Jahre 1963 fand zum ersten Mal ein Narrentreffen in Schömberg statt, welches von der Narrenzunft organisiert wurde. Aus dem Erlös wurde ein Jahr später der von dem Künstler Alfred Sessler gestaltete Narrenbrunnen am Schömberger Marktplatz eingeweiht (→ siehe Narrenbrunnen). Bei der offiziellen Einweihung floss Rotwein aus dem Brunnen. Anlässlich der 700-Jahr-Feier der Stadt Schömberg fand bereits 1967 ein weiteres Narrentreffen in Schömberg statt.
In den 1970er Jahren begannen einige Narren gegen Mitternacht des Fasnetsdienstag mit dem heute genannten Mitternachtsbolanes. 1977 wurde diese Idee von den damaligen 20ern mit einem Fackelverkauf für den letzten Umzug allen Fasnetsgängern zugänglich gemacht. Heute ist die Mitternachtspolonaise nicht mehr aus der Schömberger Fasnet wegzudenken, gehört jedoch nicht zum offiziellen Programm der Schömberger Fasnet.
Zwei Jahre später bat das europäische Maskenmuseum in Binche (Belgien) um ein Schömberger Fransenkleidle, welches der Narrenrat bei einem Ausflug dorthin überreichte.

### 1980er
1981 fand das erste Mal ein Zunftball statt, der bei einer längeren Fasnetssaison bis heute stattfindet. 1982 fand das Landschafstreffen Neckar-Alb in Schömberg statt.
Im Jahre 1988 konnte die Schömberger Narrenzunft dank einer großzügigen Spende die eigene Zunftstube sowie das Narrenmuseum verwirklichen (→ siehe Narrenmuseum).

### 1990er
Während des Zweiten Golfkriegs (1991) sah sich die VSAN, durch den enormen Mediendruck gezwungen, den Mitgliedszünften zu empfehlen, ihre Fasnetsveranstaltungen abzusagen. Auch der Schömberger Narrenrat sagte daraufhin die Fasnet nach längeren Diskussionen ab, was den 20ern verständlicherweise nicht zusagte. So wagten die 20er am Fasnetssonntag den Verkauf der Narrenblättle sowie den Narrensprung am Fasnetsmontag, bei dem sie von weiteren mutigen Schömberger Narren begleitet wurden.
1992 fand ein weiteres Landschaftstreffen der Landschaft Neckar-Alb in Schömberg statt.
Mit der Fasnet 1997 begann die systematische Erfassung und Nummerierung aller Schömberger Narrenkleider. Diese werden mit einem Aufnäher, auf dem das Schömberger Wappen, der Schriftzug „Narrenzunft Schömberg“ sowie eine laufende Nummer eingestickt sind, ausgestattet. Aktuell sind 1.773 Häser registriert (→ siehe Figuren der Schömberger Fasnet).
Am 17. Oktober 1998 wurden nach dem Narrenbrunnen die zweiten fastnächtliche Figuren im Städtle errichtet und eingeweiht (→ siehe Narrenskulpturen).

### 2000er
Zur Fasnet 2001 wurde der sog. Maschgera-Tag eingeführt, welcher am Samstag vor dem Schmotziga, dem 17. Februar 2001 erstmals stattgefunden hat. Seither findet der Maschgera-Tag jedes Jahr an diesem letzten Samstag vor der Hauptfasnet statt. Die Narrenzunft Schömberg hat sich dazu verpflichtet, an diesem Wochenende keinerlei Auswärtstermine mehr wahrzunehmen.
Vom 2. bis 3. Februar 2002 feierte die Narrenzunft ihr 80-jähriges Bestehen mit dem Landschafstreffen Neckar-Alb. Im Rahmen dessen wurde das erste Buch speziell über die Schömberger Fasnet „Fasnet in Schömberg“ von Wulf Wager erstellt und veröffentlicht (→ siehe Literatur).
Über die Fasnet 2005, speziell über den 20er-Jahrgang 1984, wurde eine halbstündige Dokumentation im Rahmen der Sendung „Treffpunkt“ des SWR mit dem Motto „Fasnet Ade“ gedreht und kurz danach ausgestrahlt (→ siehe Medien).

### 2010er
Am 4. und 5. Februar 2012 fanden anlässlich des 90-jährigen Bestehens der Narrenzunft und dem 200-jährigen Bestehen des Alten Harzers die Schömberger Narrentage statt.
Am Pfingstmontag, 21. Mai 2018 wurde das 30-jährige Bestehen des Narrenmuseums mit einem Festakt gefeiert. Parallel dazu banden die 20er den Allebär ein und trieben ihn, wie jedes Jahr am Pfingstmontag, durch die Gasthäuser und Gassen.

### 2020er
2021 und 2022 sagte die Narrenzunft Schömberg alle offiziellen Veranstaltungen im Rahmen der Fasnet aufgrund der COVID-19-Pandemie ab.
Vom 28. bis 30. Januar 2022 sollte anlässlich des 100-jährigen Bestehens der Narrenzunft das Landschaftstreffen Neckar-Alb in Schömberg stattfinden, wurde jedoch coronabedingt abgesagt. Im Rahmen des Jubiläumsjahres fanden verschiedene Veranstaltungen wie eine umfangreiche Ausstellung über die Geschichte der Schömberger Fasnet und ein Vortrag des Fasnetsexperten Prof. Dr. Werner Mezger sowie eine Fahnenweihe als zweitägiges Fest im Sommer statt.

## Ablauf der Schömberger Fasnet

### Vor der Hauptfasnet

#### Generalversammlung der Narrenzunft
Die Fasnet in Schömberg beginnt nicht wie beispielsweise beim Rheinischen Karneval am 11. November, sondern am 5. Januar, dem Tag vor Dreikönig mit der Generalversammlung der Narrenzunft in der Stauseehalle in Schömberg. Neben den üblichen Abläufen einer Hauptversammlung wird hier das erste Mal, beim Einlauf der 20er, die mit einem Fransenkleidle oder Fuchswadel bekleidet sind, der Narrenmarsch von der Stadtkapelle Schömberg gespielt. Die restliche Versammlung unterscheidet sich nur kaum von denen eines Sport- oder Musikvereins. Die Versammlung endet mit dem gemeinsamen Singen des Schömberger Narrenliedes.

#### Abstauben
Am Dreikönigstag dem 6. Januar findet das in schwäbisch-alemannischen Fasnet weit verbreitete Abstauben statt. Die 20er besuchen dabei die wichtigen Narrenhäuser und stauben mit einem sog. „Feadrawisch“ (Staubwedel aus Hahnenfedern) die bereitgelegten Narrenkleidle und Larven symbolisch ab.

#### Maschgera
Früher ab 2. Februar (Lichtmess), heute auch schon früher gehen kleinere Gruppen oder Jahrgänge „maschgera“ (ital. „Mascera“ = Maskierung). Diese verkleiden sich meist bis zur Unkenntlichkeit und ziehen durch Gaststätten und Privathäuser. Traditionell geht man an Dienstagen, Donnerstagen oder Sonntagen meistens abends zum Maschgera. Seit den 2000er Jahren hat sich auch der Samstag als Maschgeratag etabliert.

#### Zunftball
Die seit 1981 veranstaltete Saalveranstaltung (umgangssprachlich Zunftball genannt) findet in langen Fasnetsaisons statt und daher nicht automatisch jedes Jahr. Das Programm wird von den 20ern, dem Narrenrat, Vereinen und privaten Gruppierungen gestaltet.
Während der Zunftball früher an zwei Abenden stattgefunden hat, findet er heute an einem Samstag vor der Fasnet statt. Der Termin hängt von den Auswärtsbesuchen und der Fasnet ab und variiert daher.

#### Besuch von auswärtigen Veranstaltungen
Ab Anfang Januar finden an vereinzelten Wochenenden Narrentreffen, Brauchtumsabende o. ä. in anderen Orten statt. Die Schömberger Narrenzunft geht höchstens auf zwei Auswärtsveranstaltungen pro Jahr, auch wenn die Anzahl der Einladungen meist größer ist. Der Grund hierfür ist, dass die Wochenenden von vielen Gruppen (u. a. den 20ern) zum Maschgera genutzt werden und bei einem Narrentreffen-Wochenende weiter über einhundert Narren nicht im Ort sind, worunter die traditionelle Fasnet in Schömbergs Straßen und Gaststätten leidet.
Seit 2001 Jahren findet am Samstag vor der Fasnet der sog. Maschgera-Tag statt, weshalb an diesem Wochenende grundsätzlich keine Auswärtstermine besucht werden.

### Fasnet

#### Schmotziga Dauschdig
Als Schmotziga bezeichnet man den ersten Tag der Hauptfasnet. Dies ist immer der Donnerstag vor Aschermittwoch, welcher sich, wie Ostern, nach dem ersten Frühjahrsvollmond richtet.
Am Schmotziga treffen sich in der oberen Alten Hauptstraße die 20er und weitere Fransennarren und Fuchswädel, welche sich um neun Uhr morgens auf den Weg in die beiden Schömberger Kindergärten, sowie den Schulen machen. Hier wird der Narrenmarsch das erste Mal an der Fasnet gespielt und zusammen mit den Kindern der erste Reigen durch alle Räume getanzt. Die Kinder erhalten danach von den Narren und vom Narrenrat Süßigkeiten. Nach der Schülerbefreiung endet in den Schulen der Schultag unabhängig von den Stundenplänen. Die Einzelfiguren werden dabei meistens von den 20ern getragen. Seit 2019 werden parallel die beiden Schömberger Senioreneinrichtungen besucht.
Um 14 Uhr treffen sich vor dem Gasthof Plettenberg hunderte Kinder, Jugendliche und Eltern zum Teil auch aus den Nachbargemeinden zum Kinderumzug. Die Jugendlichen und die 20er tragen Zivilkleidung – meist eine Jeans und einen schlichten Pullover – sowie den Kopf (Larve) der jeweiligen Figur, einen „Gschellriemen“ (Riemen mit Glocken) von links nach rechts.
Dieser Brauch kommt aus der Zeit nach dem Zweiten Weltkrieg, wo es kaum Familien gab, die eigene Narrenkleider besaßen. Die wenigen Narrenkleider, die es gab, waren auf die Größe einen ausgewachsenen Mannes zugeschnitten. Damit die Jugendlichen auch mal jucken konnten, lieh man ihnen die Larven und einen Gschellriemen. Die restlichen Teilnehmer gehen als Maschgera. Musikalisch umrahmt wird der Umzug von der Jugendkapelle der Stadtkapelle Schömberg, sowie einigen aktiven und ehemaligen Musikanten der Stadtkapelle in der historischen Landsknechtsuniform. Der Umzug führt zur Firma Lindner, wo die Kinder und Jugendlichen mit einer Tafel Schokolade und Getränken begrüßt werden.
Nach einer kurzen Pause geht es weiter über den Flügel und das Dörfle auf den Marktplatz wo – einmalig an der Schömberger Fasnet – ein „kleiner Bolanes“ (kleine Polonaise) stattfindet. Nach dem abschließenden Walzer geht es gemeinsam in die Stauseehalle, wo alle Kinder, welche am Umzug teilgenommen haben, vom Narrenrat einen Gutschein für Getränk bekommen.
Am Abend des Schmotziga gehen viele Gruppen (u. a. wieder die 20er) noch einmal maschgera und in allen Lokalen wird zum Tanz eingeladen. Die Feierlichkeiten ziehen sich oftmals bis in die Morgenstunden des nächsten Tages.

#### Freitag
Am Freitag nach dem Schmotziga ruhen aus Respekt vor dem Kreuzestod Jesu Christi alle fastnächtlichen Aktivitäten.

#### Fasnetssamschdig
Am Samstag findet die Fasnet ausschließlich abends statt. Hier gehen die Jahrgänge der 15er bis 20er aber auch viele ältere Jahrgänge und andere Gruppierungen traditionell in den ausgefallensten Verkleidungen maschgera. Jede Gruppe hat ein eigenes Motto und präsentieren sich auf diese Art der Öffentlichkeit. Ziel der Gruppen ist es, sich in möglichst vielen Gaststätten zu zeigen. Oftmals führen sie Süßigkeiten, ein kleines Vesper oder Schnaps mit sich, welche sie an die Gäste verteilen. Der gemeinsame Einzug in die jeweilige Gaststätte wird meistens musikalisch umrahmt, oftmals in Anlehnung an das Motto.

#### Fasnetssonndig

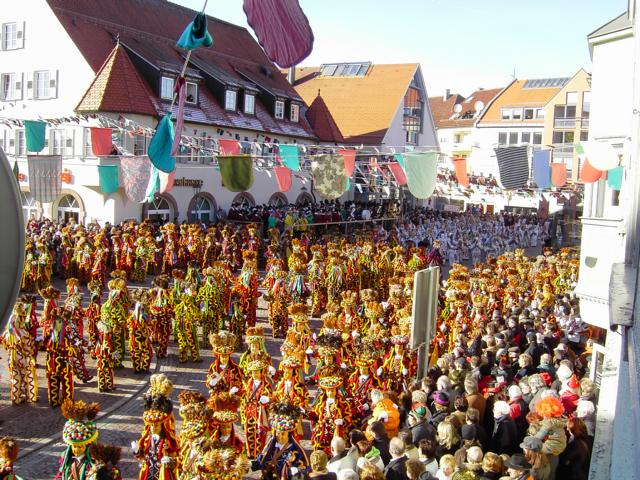
Bolanes am Sonntag

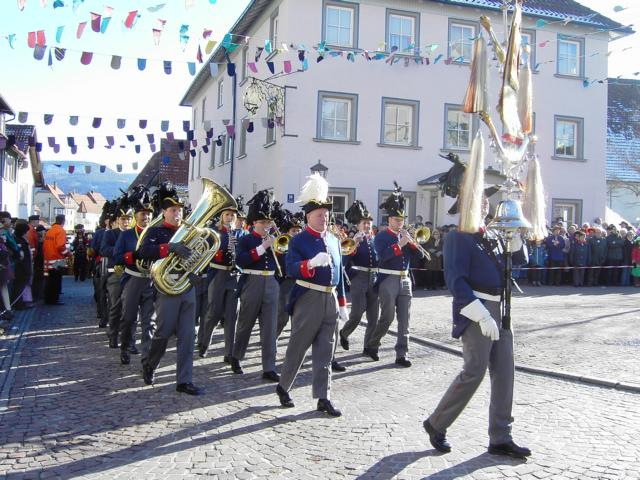
Stadtkapelle beim Bolanes

Der Sonntag beginnt traditionell mit der Heiligen Messe oder einem Wortgottesdienst um 9 Uhr in der Stadtkirche. Für die 20er, wie auch für viele andere Narren ist dies ein Pflichtbesuch. Die Narren besuchen den Gottesdienst im Häs, jedoch ohne Larve und Gschell. In der ersten Bankreihe sitzen die 20er in Frack und Zylinder, von denen eine Delegation als Ministranten dem Pfarrer oder Diakon zur Verfügung steht. Der Pfarrer oder der Diakon halten an diesem Sonntag eine launige, meist gereimte Predigt. Beim Auszug aus der Kirche wird vom Organist der Narrenmarsch auf der Kirchenorgel gespielt.
Nach dem Gottesdienst verteilen die 20er paarweise das Schömberger Narrenblättle, mit Ausnahme von zweien: Diese bewegen sich in einer Kutsche oder zu Pferd durch die Straßen Schömbergs und rufen die Fasnet aus. Dazu tragen sie historische Heroldsuniformen.
Um 14 Uhr startet wiederum am Gasthof Plettenberg der große Umzug. Hunderte von Narren und Fuchswädeln jucken entlang der Schweizer Straße und über den Marktplatz. Von dort geht es durch die Badstuben-, Schul- und Kirchgasse in die Suppenlochgasse, wo die Stadtkapelle Schömberg als Kopf des Umzuges auf alle Hästräger wartet. Von dort startet dr Bolanes, der auf dem Marktplatz getanzt wird. Musikalisch umrahmt wird der Umzug und die Polonaise von vier Musikkapellen: der Stadtkapelle Schömberg, der Jugendkapelle Schömberg, dem Musikverein Ratshausen und dem Musikverein Zimmern u.d.B. Bei schönem Wetter können es bis zu 800 Teilnehmer sein. Die Straßen und der Marktplatz werden von über tausend Besuchern gesäumt.
Nach dem Umzug wird die Stauseehalle durch die Narrenzunft bewirtet.
Der Abend fällt, im Verhältnis zu den anderen Abenden bei vielen eher etwas ruhiger aus. Grund dafür ist der Narrensprung am Montagmorgen um 8:11 Uhr.

#### Fasnetsmedig
Der Montag zählt, wie der Dienstag zu den absoluten Haupttagen der Schömberger Fasnet. So gut wie alle Narren haben an diesen beiden Tagen freigenommen. Viele Schömberger Unternehmen haben an diesen Tagen den Betrieb teilweise oder vollständig eingestellt.
Beginn ist um 8:11 Uhr auf dem Flügelbühle. Von dort geht es noch ohne hörbare musikalische Begleitung in Richtung Marktplatz, wo sich die Stadtkapelle postiert hat und den Narrenmarsch spielt. Der Narrensprung führt über den Marktplatz und die Alte Hauptstraße bis zum ehemaligen Gasthaus Waldhorn an der Halde. Dort trennen sich die Viererreihen in Zweierreihen auf, welche in die Gaberstall- und Rauchwinkelgasse abbiegen. Nach einem Wendepunkt endet der Narrensprung.
Um 9:15 Uhr beginnt das Narrenlied in der unteren Alten Hauptstraße. An der Kreuzung Alte Hauptstraße/Schulgasse/Kirchgasse teilt sich der Umzug in die beiden Straßen auf und endet dort.
Bereits um 10:31 Uhr geht es allerdings weiter: Dr Bolanes startet pünktlich in der oberen Alten Hauptstraße, wo sich alle Narren wieder versammeln. Die Polonaise kann bei vielen Teilnehmern bis zu anderthalb Stunden dauern. Nach dem Bolanes beginnt ein Umzug durch die Stadt, welcher an verschiedenen Gaststätten Halt macht.
Um 14:31 Uhr findet der große Kinderumzug erneut vom Gasthaus Plettenberg beginnend in Richtung Marktplatz statt, bei dem auch die anderen Narren teilnehmen. Die Umzugsstrecke ist bis nach dem Passieren des Marktplatzes und der Badstubengasse identisch zum Fasnetssonndig. Danach läuft der Umzug durch die Gaberstallgasse in die Rathausgasse. Von dort jucken die Maschgera, die bei diesem Umzug an der Spitze jucken, durch die Schulviertel- und Brunnengasse zur Alten Hauptstraße. Die Hästräger biegen direkt von der Rathausgasse in die Alte Hauptstraße ein und überholen damit die Maschgera und sind nun wieder an der Spitze. Es folgt ein Reigen auf dem Marktplatz. Danach gibt es für die Kinder Wurst und Wecken, gespendet von der Narrenzunft.
Gegen 18 Uhr haben alle Narren ihre Larven und Gschellriemen zuhause. Denn vor dem Betzeitläuten um 18 Uhr müssen diese zuhause abgelegt sein. Manche ziehen sich um und legen wieder ein Maschgeragewand an, andere gehen im Narrenhäs.

#### Fasnetszeischdig

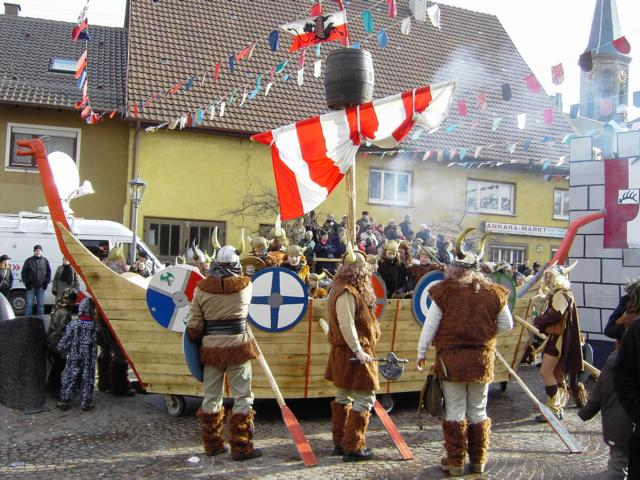
Maschgera am Dienstag

Am Dienstag – dem letzten Tag der Fasnet – beginnen die Narren etwas später. Um 10:02 Uhr treffen sich die Narren wieder in der unteren Alten Hauptstraße. Es folgt das Narrenlied mit gleichem Ablauf wie am Vortag.
Um 11 Uhr findet dann die große Polonaise auf dem Marktplatz statt. Hinter den Fransennarren und Fuchswädeln reihen sich eine große Anzahl an Maschgera ein. Danach wird der Umzug durch die Stadt vom Vortag fortgesetzt. Der letzte Reigen endet pünktlich um 18 Uhr zur Betzeit in der oberen Alten Hauptstraße. Zu diesem Zeitpunkt endet die offizielle Fasnet.
Gegen Abend verkaufen die 20er Fackeln für den noch anstehenden Mitternachtsbolanes, der allerdings kein offizieller Programmpunkt der Schömberger Fasnet ist.
Um ca. 23:30 Uhr versammeln sich alle Noch-Anwesenden auf dem Marktplatz und jucken ein letztes Mal. Einige Musikanten spielen dazu den Narrenmarsch in verschiedenen Varianten. Um spätestens 23:59 Uhr stoppt der Klang des Narrenmarsches und die 20er versammeln sich um einen bereitgestellten Eisenwagen, in den alle Fackel geworfen werden. Um das Feuer stehen die 20er in der ersten Reihe. Das erste Mal werden die Facklasonndigslieder gesungen, bei denen sich die ein oder andere Träne bei manchen zeigt.

### Nach der Fasnet

#### Äschrmittwoch
Am Aschermittwoch haben die 20er noch eine Aufgabe: Sie gehen noch einmal in Frack und Zylinder zu den Schömberger Geschäften, um Spenden zu sammeln, damit sie ihre Schulden und Rechnungen bezahlen können. Zum Dank verteilen sie Heringe und Brot an die Geschäftsleute und Passanten. Voraus tragen sie ein Holzkreuz, an dem leere Geldbeutel hängen, als Zeichen, dass alles Geld verbraucht ist. Die 20er bekommen auf ihrem Weg viele kleine Geschenke, welche sie alle an dem Holzkreuz befestigen.
Der Narrenrat entfernt an diesem Tag die Straßendekoration, räumt in der Stauseehalle auf und geht anschließend zum gemeinsamen Schneckenessen. Viele weitere Gruppierungen schließen sich dem an und füllen nochmal alle Schömberger Lokale. Auch der Besuch der Heiligen Messe steht bei vielen auf dem Programm.

#### Facklasamschdig
Am Samstag nach der Fasnet bauen die Männer der Jahrgänge (15er bis 19er) mehrere Hexen und ein Schild mit dem Jahresmotto des Jahrgangs für das am Sonntag stattfindende „Facklafiar“. Die Jugendlichen treffen sich an im Vorfeld meist geheimen Orten, um die Hexen zu bauen, damit andere Jahrgänge diese nicht im Vorfeld stehlen können, was immer wieder versucht wird, um dem anderen Jahrgang einen Streich zu spielen.
Die 20er helfen an diesem Tag dem jüngsten Jahrgang beim Bau der Hexen und bauen parallel selbst noch Hexen. Des Weiteren werden letzte Vorbereitungen für den kommenden Tag getroffen wie z. B. das Zusammensuchen der Mottoschilder der vergangenen Jahre.
Am Abend laden die jungen Männer die jungen Frauen ihres Jahrgangs zum morgigen Facklafiar ein. Hier treffen sich die Jahrgänger in vorher vereinbarten Gruppen und man lädt die Jahrgängerinnen symbolisch ein. Hierbei wird häufig ein Vesper oder Abendessen zu sich genommen. Danach treffen sich alle Jahrgänge in den Gaststätten.
Jahrgänge die im Jahr zuvor „runden“ Geburtstag feiern konnten (30er, 40er, 50er und seltener die 60er), beteiligen sich oft auch noch einmal am Facklafiar.

#### Facklasonndig
Der Sonntag nach der Fasnet, der erste Fastensonntag, ist der „Facklasonndig“. Früh morgens geht es für die 20er auf dem Festplatz bei der Werkreal- und Realschule los. Mit Hilfe erfahrener Schömberger wird das Facklafiar aufgebaut. Das Holz für das meterhohe Werk haben die 20er seit Donnerstag, manchmal auch schon vor der Fasnet, vorbereitet. Es werden ca. 12 bis 18 Festmeter Holz aufgeschichtet.
Die jungen Männer der anderen Jahrgänge holen am Spätnachmittag ihre Hexen und das Schild aus den Verstecken und tragen sie rechtzeitig zum Betzeitläuten (18 Uhr) zur Stadtkirche. Sobald die Hexen und das Schild an der Kirche stehen, dürfen sie von niemandem mehr gestohlen werden. Meist treffen sich die Jahrgänge schon etwas früher, um in den umliegenden Lokalen noch ein Getränk zu sich zunehmen. Währenddessen versammelt sich der Rest der Bevölkerung auf dem Festplatz und betet zusammen mit den 20ern nach dem Betzeitläuten den „Engel des Herrn“.
Kurz danach wird der Holzstoß von den 20ern angezündet. Sobald der Rauch in den Himmel steigt, schickt ein 20er, der sich vor der Kirche in Stellung gebracht hat, den ersten Jahrgang auf den Weg zum Facklafiar. Dann geht es zu den Klängen der Facklasonndigslieder „Oh Straßburg“, „Ein Wächterlein auf dem Türmlein saß“ und „Nun ade jetzt geht’s zu Ende“ los. Auf dem ca. 500 Meter langen Weg zum Facklafiar gibt es weitere Stationen, wo die Jugendlichen von den 20ern empfangen werden.
Am Feuer angekommen, läuft der jeweilige Jahrgang in einem genau bestimmten Ablauf singend um das Feuer und wirft am Schluss die Hexen hinein. Das Schild wird mitgenommen und bis zur eigenen 20er-Fasnet aufgehoben. Erst dort werden alle Schilder verbrannt. Den Abschluss machen die 20er, welche ihre alten Mottoschilder, das Holzkreuz vom Aschermittwoch usw. als letztes ins Feuer werfen. Die anderen Jahrgänge gehen danach zum Essen in die Gasthäuser. Hier wird zusammen noch einmal gefeiert und die enge Verbundenheit zur Fasnet und zur Tradition mit alten Schömberger Liedern, Trinksprüchen usw. aufrechterhalten.
Der Abend bzw. die Nacht klingt meistens mit einem erneuten Besuch am Facklafiar, wo die 20er die ganze Nacht sitzen werden, aus. Die Fasnet ist endgültig aus und die Narren müssen nun lange warten, bis es am 5. Januar erneut los geht.

## Figuren der Schömberger Fasnet
Die Schömberger Fasnet kennt insgesamt sieben aktive Figuren. Die Hauptfiguren sind das Fransenkleidle und der Fuchswadel. Alle weiteren Figuren sind Einzelfiguren, d. h. nur jeweils ein Häs ist bei einem Umzug oder Bolanes zu sehen. Aktuell sind 1.773 Häser bei der Narrenzunft registriert, davon 870 Samtnarren und 807 Fuchswadel (Stand: 5. Januar 2020).

### Fransenkleidle

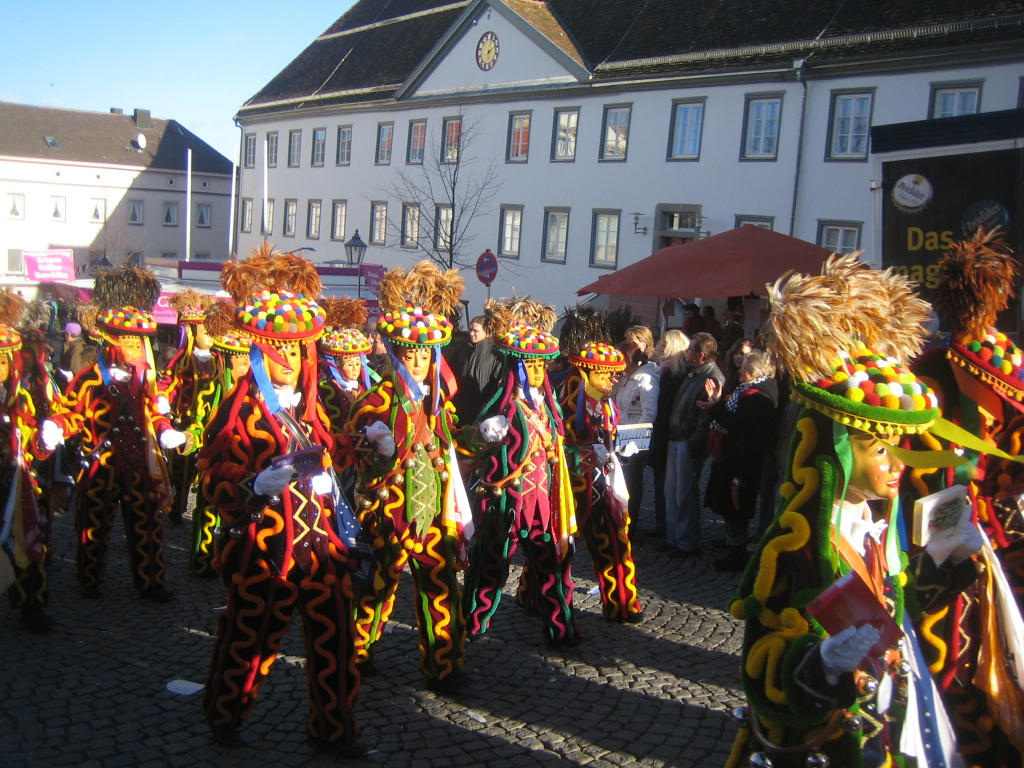
Fransennarren auf dem Narrentreffen in Hechingen 2007

Das Schömberger Fransenkleidle, der Fransennarr oder umgangssprachlich auch einfach „Narr“ genannt, zählt zu den beiden Hauptfiguren der Schömberger Fasnet. Dieses Kleidle wird zu den schönsten und imposantesten Fasnetskleidle im ganzen schwäbisch-alemannischen Raum gezählt.
Der Narr, der durch seine ganze Optik Zeugnis aus der Zeit des Spätbarock und den hohen Zeit des Rokoko ablegt, hat hauptsächlich dazu beigetragen, dass die Schömberger Fasnet weit über ihre Grenzen hinaus bekannt ist und überall Bewunderung und Freude hervorruft.
Ein Narr besteht aus unzähligen Metern von Wollfransen, welche in vorgeschriebener Form auf wertvollem Samt aufgenäht werden. Die glatte liebliche Holzmaske, die meist von einheimischen Künstlern geschnitzt wird, ist am imposanten Hut befestigt. Auf diesem finden sich unzählige Bollen aus Taubenwolle und eine detailreiche Umrandung, was den Narren zu einem farbenprächtigen Kunstwerk macht. Drei Musche von Hahnenfedern und ein langes Schultertuch runden dieses ab. Unter der Jacke muss ein weißes Hemd und eine weiße Fliege getragen werden. Dazu kommen weiße Handschuhe und das selbstverständliche schwarze Schuhwerk. Das Gschell des Narren zählt nur zwei Riemen mit leichten Glocken. Außerdem führen manche Narren eine Pralinenschachtel mit sich. Die Pralinen werden nach dem Bolanes oft an Zuschauer verteilt.
Über den Ursprung bei der Diskussion über das Alter der verschiedenen Narrenkleidle sind sich die meisten Forscher weitgehend einig. Das Fransenkleid ist vermutlich eines der jüngsten. Da in Rottweil ein ähnliches Kleidle existiert, ist nicht sicher zu sagen, wo es zum ersten Mal auftauchte. Eine andere Möglichkeit ist, dass eine Braut bei ihrer Einheirat nach Schömberg um 1800 ein ähnliches Fransenkleidle aus Ettenheim mitgebracht hat.
Vor 1930 war das Fransenkleidle noch aus alten Bauernleinen gefertigt, da nur wenig Bürger sich das teure Samt leisten konnten. Nur sechs von zwanzig 20er hatten bei ihrer 20er-Fasnet 1914 ein Fransenkleidle aus Samt. Mit wachsendem Wohlstand zeigt sich diese Variante heute nicht mehr. Allerdings gibt es heute noch Schömberger Bürger, die an die Tradition erinnern wollen und Fransenkleidle aus Leinen herstellen. Auch der Hut war anders. Hier waren früher noch Papierrosen, anstatt der heutigen Bollen aus Wolle üblich.
Die Farbauswahl bleibt den Bürgern selbst überlassen, dennoch gibt es seitens des Narrenrates gewisse Grenzen, welche nicht überschritten werden sollten, da sonst das neu angefertigte Narrenkleidle nicht zugelassen wird.

### Fuchswadel

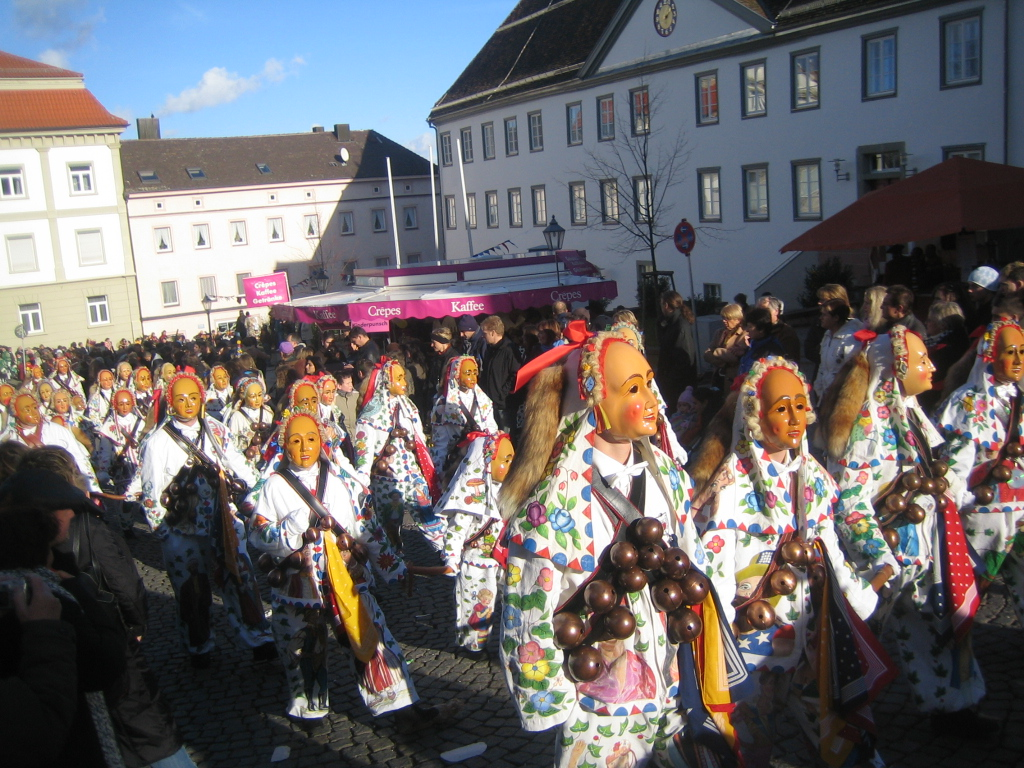
Fuchswadel auf dem Narrentreffen in Hechingen 2007

Der Fuchswadel wird zu der großen Familie der Weißnarren gezählt, welche in vielen Narrenzünften der schwäbisch-alemannischen Fasnet zufinden sind. Auch in den Nachbargemeinden wie Ratshausen und Schörzingen sind ähnliche Figuren zu sehen. Außerdem ist der Fuchswadel die zweite Hauptfigur der Schömberger Fasnet.
Der Fuchswadel trägt ein leichtes Kleid aus Leinen, dafür aber ein schweres Gschell mit bis zu sechs Riemen. Die Larve ist wie beim Narren glatt und freundlich. An dieser ist ein bemaltes Schultertuch und drei Fuchsschwänze angebracht. Die Jacke und die Hose des Fuchswadel sind mit phantasievollen Figuren aus der Märchenwelt, Uniformen oder Trachten bemalt. Auch Szenen von Waldarbeiten oder Comics, wie z. B. aus der Walt-Disney-Welt sind schon zu sehen gewesen. Neben der üblichen Kleidung (schwarze Schuhe, weißes Hemd und weiße Fliege) hat ein Fuchswadl eine Sandwurst bei sich, an der sich während des Bolanes gehoben wird.

### Der Husar

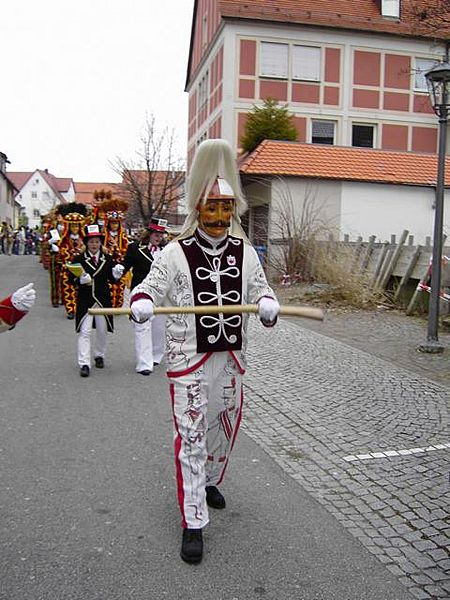
Husar

Der Husar zählt zu den Einzelfiguren der Schömberger Fasnet, dennoch sind beim Bolanes immer zwei Husaren anwesend. Sie gelten als Respektperson, was sich durch das männliche Erscheinungsbild des Husaren deutlich zeigt.
Die Kleidung haben die Husaren laut mündlicher unbelegter Überlieferung einer unglücklichen Liebschaft zu verdanken. Im Österreichischen Erbfolgekrieg von 1740 bis 1748 verliebte sich eine Schömbergerin in einen Reitersoldaten. Dieser kehrte jedoch nicht, wie versprochen, aus dem Kriege zurück. Zur Erinnerung an ihn schneiderte die junge Schömbergerin eine Nachbildung seiner Uniform.
Die beiden Husaren sind heute noch im Privatbesitz der Schömberger Familie Kiene. Diese wurden noch bis in die 1990er Jahre gegen einen geringen Betrag von der Narrenzunft geliehen, bis sich die Narrenzunft zwei eigenen Husarenkleidle herstellen ließ.
Die männliche Larve des Husaren mit einem artialischen Oberlippenbart trägt auf dem Kopf einen Blechhelm aus jener Zeit. Dadurch wirkt der Husar strenger als die anderen Teilnehmer, was ihm das Amt des Ordners des Bolanes deutlich einfacher macht. Das Kleidle selbst besteht aus groben Leinen und einem auffälligen Brustbesatz, was an die österreichischen Uniformen erinnert. Die Leinen sind wie die des Fuchswadel ebenfalls bemalt, allerdings schlicht in schwarz und rot gehalten. Den Rücken des Husaren ziert der Schriftzug „§ 11“. Die Bedeutung ist bis heute unbekannt, jedoch kann man davon ausgehen, dass die Elf häufig im Zusammenhang mit der Fasnet auftaucht.

### Der Halbschwarze

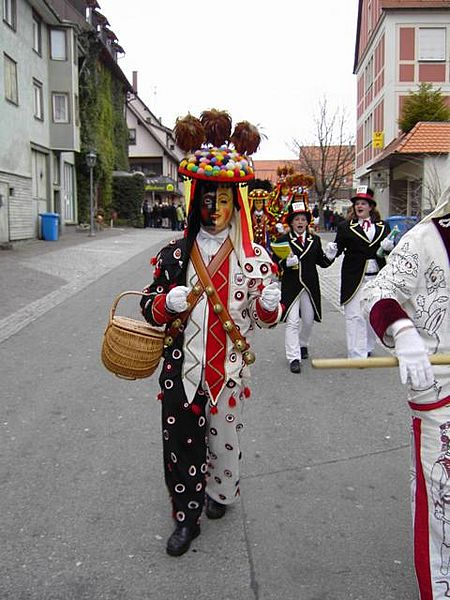
Halbschwarzer

Der Halbschwarze ist ebenfalls eine Einzelfigur der Schömberger Fasnet, welche auch wirklich nur einmal vorkommt.
Larve und Hut entsprechen dem Fransennarren, wobei die Larve zur Hälfte Schwarz bemalt ist. Das Kleidle ist dem Blätzle ähnlich, wobei auch hier eine Hälfte schwarz ist, die andere weiß bzw. hell. Vorstellbar ist die Symbolik zwischen Licht und Dunkelheit, Gut und Böse und auch Winter und Sommer. Der Ursprung könnte bereits im 15. Jahrhundert liegen. Dieser Art der Narren ist aber auch in anderen Zünften vorhanden.
Aufgabe des Halbschwarzen beim Bolanes ist an den Zuschauern entlang zu laufen und mit diesen zuwelschen. Außerdem trägt er einen Korb mit Bonbons, die er an die jüngeren Zuschauer verteilt.

### Der oder das Blätzle
Das Blätze ist traditionell das „Kleid der armen Narren“. Entstehungszeitraum und Aussehen sind dem Fransennarren ähnlich, dennoch gibt es entscheidende Unterschiede. Das Kleidle des Blätzle besteht aus einfachen, groben Bauernleinen. Die Fransen sind beim Blätzle aus Filzstreifen. In den Krümmungen der Fransen („Sausoach“) sind Stoff-Flecken angebracht und geben dem Blätze den Namen. Die Kopfbedeckung und die Larve unterscheiden sich nicht vom Fransennarr. Auch die weißen Handschuhe, die weiße Fliege und das schwarze Schuhwerk sind hier eine Selbstverständlichkeit.
Das Blätzle ist wie der Halbschwarze eine Einzelfigur und verfügt über einen ähnlichen Aufgabenbereich wie dieser. Das Verteilen von Süßigkeiten aus dem Korb des Blätzle gehört ebenso dazu, wie das daherschreiten während des Bolanes.

### Die Warz'

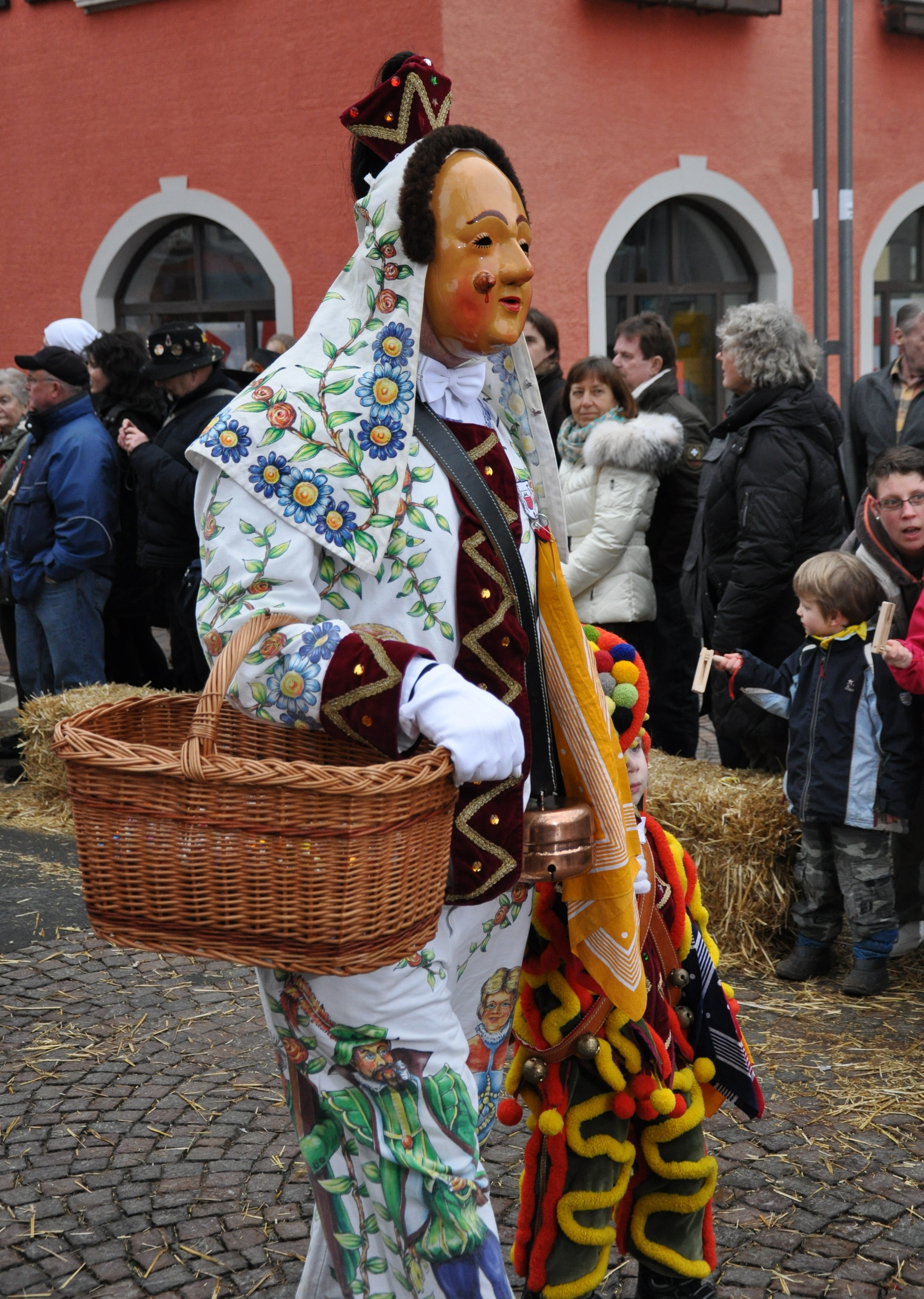
Die Warz

Die Warz' ist wohl das mysteriöseste Kleidle der Schömberger Fasnet. Laut Erzählungen älterer Schömberger Bürger war die Warz' im 19. Jahrhundert auf der Schömberger als Einzelfigur vertreten. Seit dem Jahre 1886 wurde die Warz' nicht mehr als Kostüm getragen. Durch die Erzählung des Schömberges Pius Seifriz (* 1878 †1982) begann der Schömberger Hobbymaler Walter Leis im Jahre 1967 die Warz' wiederherzustellen. Die Originalwarz' ist bis heute nicht mehr aufgetaucht. Der Verbleib lässt sich nur erahnen. Entweder ist sie bei einem damals nicht unüblichen Dachstuhlbrand verbrannt oder sie wurde in den 1950er Jahren zerstört, als der Brauch herrschte, alte Larven ins Facklafiir zu werfen. Im Jahr 2000 wurde ein Beleg gefunden, in welchem sich der Aufenthaltsort der Originallarve der Warz' in der Rottweiler Altertumshalle befinde. Die neue Warz' wurde an der Fasnet 1968 das erste Mal in der Öffentlichkeit getragen.
Die heutige Warz' ähnelt vom Gesichtsausdruck dem Harzer. Allerdings fehlt der Bart und auf der rechten Wange sitzt eine große Warze, welche dem Kostüm den Namen gibt. Die Kopfbedeckung und der Schnitt des Kleidles ist gleich wie beim Harzer. An die Originalbemalung der Warz' konnte sich der Zeitzeuge nicht mehr erinnern. Die heutige Bemalung entstand in der Phantasie des Künstlers, jedoch ähnelt sie der Bemalung des Fuchswadel. Auf dem Schultertuch befindet sich der Schriftzug „†1886 *1968“, welcher symbolisch für das „Sterben“ der Urwarz' und die „Wiedergeburt“ der Warz' steht. Die Warz' trägt wie der Harzer nur einen Gschellriemen mit allerdings nur einer Glocke. Weißes Hemd, weiße Fliege, weiße Handschuhe und schwarze Schuhe gehören auch hier zur Standardbekleidung.
Die Aufgaben der Warz' sind den Aufgaben des Halbschwarzen und dem Blätzle ähnlich: „Welschen“ und Süßigkeiten verteilen.

### Der Harzer

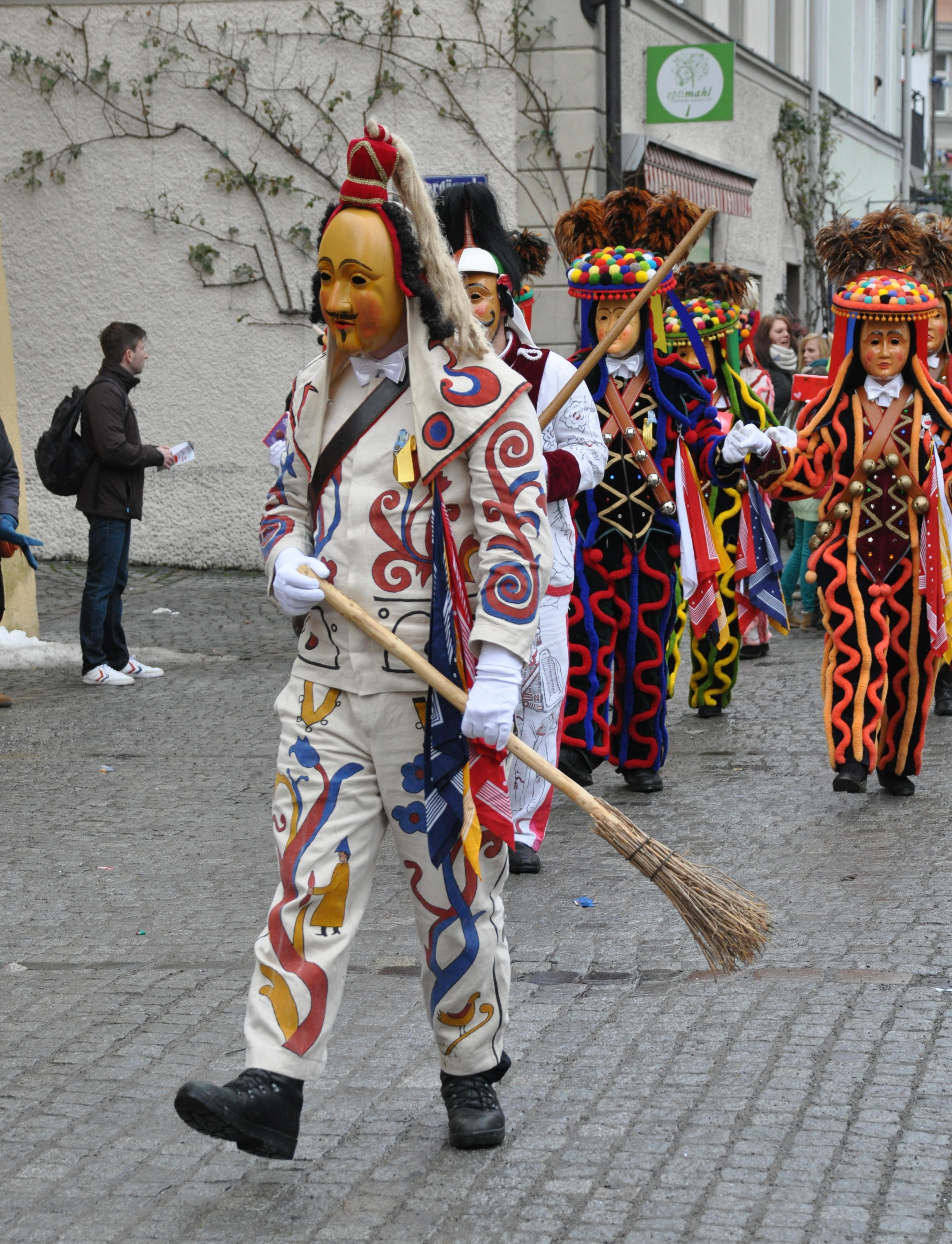
Der Harzer

Der Harzer ist das vermutlich älteste noch vorhandene Schömberger Fasnetskleidle. Auf dem Rücken des alten Harzers befindet sich die Jahreszahl 1812.
Seither ist der Harzer an so gut wie jeder Fasnet mit seinem Besen anwesend. Der Bart zeigt, dass der Harzer respektiert werden möchte. Der Besen ist ebenfalls Ausdruck dessen.
Die Einzelfigur Harzer hat die gleiche Kopfbedeckung wie die Warz' und ein kunstvoll bemaltes Kleidle, wobei sich die Motive hier nicht mit denen des Fuchswadel oder der Warz' gleich bzw. ähnlich sind. Auch das Gschell des Harzers beschränkt sich auf einen Riemen und nur eine Glocke.
Der Harzer steht am Fasnetszeischdig (Fasnetsdienstag) nachmittags ab 16 Uhr im Mittelpunkt der Schömberger Kinder. Diese verfolgen den Harzer mit den Worten „D'Fasnet isch bald aus, d'Harzer hät an Rausch“, was auf den Zustand des Harzers zu diesem Zeitpunkt hindeutet.

### Die Sauglock'
Die Sauglock' ist keine aktuelle Schömberger Fasnetsfigur. Bei den Recherchen für das Buch „Fasnet in Schömberg“ (→ siehe Literatur) wurde die Sauglock' in den Heimatblättern von Karl Leipold wiedergefunden. Die Sauglock' war laut Pius Seifriz das weibliche Gegenstück zum Harzer, was das Aussehen und die Ausstattung dieser Figur ebenfalls vermuten lässt. Bis auf den Bart und den Haarkranz ist alles gleich.
Von der Sauglock' gibt es nur einen bildlich dokumentierten Beweis. Beim Narrentreffen in Rottweil im Jahre 1930 ist sie auf einem damals gedrehten Film zwei Sekunden lang zu sehen. Danach wurde die Sauglock' mysteriöserweise nie wieder gesehen.

## Die Polonaise

### Dr Bolanesin Schömberg
Die Polonaise, in Schömberg „dr Bolanes“ genannt, ist neben den farbenfrohen und einmaligen Figuren das überregional bekannte Alleinstellungsmerkmal der Schömberger Fasnet. Dr Bolanes findet in seiner vollständigen Form ausschließlich in Schömberg während der Fasnet statt. Bei Auftritten bei Brauchtumsveranstaltungen beispielsweise im Rahmen von Narrentreffen wird lediglich ein Reigen – eine stark verkürzte Version des Bolanes – aufgeführt.
Die Polonaise wird nur dreimal im Jahr in identischer Abfolge auf dem Marktplatz als zentralem Platz in Schömberg aufgeführt:
- Fasnetssonndig im Anschluss an den Umzug um 14 Uhr
- Fasnetsmedig um 10:31 Uhr
- Fasnetszeischdig um 11 Uhr

Der sogenannte „kleine Bolanes“ am Schmotziga ist eine verkürzte, aber dennoch deutlich längere Version als der Reigen.
Neben den Brauchtumsveranstaltungen wird der Reigen nach dem Kinderumzug am Fasnetsmedig und nach der Rückankunft in Schömberg nach Auswärtsveranstaltungen gejuckt.

### Ablauf
Dr Bolanes beginnt traditionell in der oberen Alten Hauptstraße und führt von dort über den Platz vor dem ehemaligen Gasthaus Lamm über den Marktplatz in Richtung Zollhaus. Dort ist der erste Wendepunkt, bevor es wieder zurückgeht. Angeführt von den Husaren wird eine festgelegte Reihenfolge der Polonaise getanzt.
Im Laufe des Bolanes werden die Abläufe für den Außenstehenden immer komplexer und undurchsichtiger. Dieser Eindruck wird durch die vielen Farben insbesondere der Fransennarren noch verstärkt. Während des Bolanes wird der Schömberger Narrenmarsch gespielt und wiederholt, bis die Husaren das Zeichen geben, dass der Bolanes zu Ende ist. Es folgt ein Walzer, bei dem alle Umzugsteilnehmer, teilweise auch mit den Zuschauern gemeinsam jeweils zu zweit tanzen.
Bei vielen Teilnehmern kann ein Bolanes bis zu anderthalb Stunden in Anspruch nehmen. Meistens pendelt sich die Dauer auf etwas mehr als eine Stunde ein.

### Geschichte
Der Bolanes war seit dem 17. Jahrhundert vor allem in Frankreich als Tanz bekannt. Erst um 1900 brachte der Schmied Johann Wuhrer diesen Tanz von der Walz aus Frankreich mit. Wie genau sich der Bolanes an der Fasnet durchgesetzt hat, ist heute nicht mehr zweifelsfrei zu belegen. Er gehörte jedoch schon deutlich vor dem Ersten Weltkrieg zur Fasnet und ist es bis heute geblieben.

## Musik

### Narrenmarsch
Der Schömberger Narrenmarsch wird seit Anfang des 20. Jahrhunderts in dieser Form in Schömberg gespielt. Beim „Bolanes“ wird der Narrenmarsch bis dreißig Mal wiederholt.
Der Narrenmarsch hat keinen bekannten Text und es wird lediglich mitgesummt. Sobald der Narrenmarsch von vorne beginnt, „juchzen“ die Narren laut auf („Juuuuuhuuuuuu“).

#### Aufführungen
Der Narrenmarsch wird bei sämtlichen Umzügen und beim „Bolanes“ gespielt. Nur beim Narrenlied wird er nicht gespielt (→ siehe Narrenlied).
Gespielt wird der Narrenmarsch in einer Saison erstmals zur Eröffnung der Generalversammlung der Narrenzunft Schömberg am 5. Januar. Der letzte offizielle Narrenmarsch wird am Fasnetszeischdig um 18 Uhr beendet, der letzte inoffizielle am Mitternachtsbolanes am Fasnetszeischdig um ca. 23:59 Uhr.
Unterm Jahr ist es unüblich und verpönt, den Narrenmarsch zu spielen, abzuspielen oder zu hören. Viele Musikanten üben den Narrenmarsch auch vor der Generalversammlung nicht, da er „in Fleisch und Blut übergegangen“ ist. Die erste offizielle Probe findet wenige Minuten vor Beginn der Generalversammlung am 5. Januar statt.

#### Musikkapellen
Der Schömberger Narrenmarsch wird meistens von der Stadtkapelle Schömberg gespielt. Bei einigen Narrentreffen, wo die Narren nicht von der Stadtkapelle begleitet werden, wird sie vom Musikverein Hausen am Tann ersetzt. Am Schmotziga spielt lediglich eine Abordnung von aktiven und ehemaligen Musikanten als Landsknechte mit, die Führung übernimmt jedoch die Jugendkapelle der Stadtkapelle.
Am Fasnetssonndig wird der Umzug und „Bolanes“ von der Jugendkapelle, sowie den Musikvereinen aus Ratshausen und Zimmer unter der Burg unterstützt. Am Fasnetsmedig beim Kinderumzug unterstützt ebenfalls die Jugendkapelle.

### Narrenlied
Nicht wie in den meisten Orten üblich, liegt dem Narrenmarsch ein Text zugrunde. In Schömberg gibt es daher das Narrenlied. Dieses wird nur am Fasnetsmedig um 9:15 Uhr und am Fasnetszeischdig um 10:02 Uhr gespielt und gejuckt. Orchestral wird es zudem am Ende der Generalversammlung der Narrenzunft Schömberg am 5. Januar gespielt.
Das Narrenlied erinnert an einen Prozessionsmarsch. Entsprechend passt sich der Rhythmus beim „Jucken“ an und es entsteht das gewohnte, geordnete Bild.

#### Text
Der Text des Narrenliedes umfasst sechs Strophen und wird seitens der Stadtkapelle Schömberg nicht gesungen. Daher singen die Narrenliedteilnehmer den Text unter der Larve, die Zuschauer am Straßenrand. 
Jetzt kommt die längst gewünschte Stunde

sie kommt und kehret bei uns ein,

die Narren all, vom ganzen Städtchen,

die stellen sich zum Feste ein.

Ja, heut beginnt das Narrenleben,

das allen Bürgern wohl gefällt.

Es kann fürwahr nichts schön'res geben,

wohl auf der ganzen Welt.

Die Narren wollen heut nur pflegen

den echten närrischen Humor,

drum wer an so was Freude findet,

der leiht der Narretei sein Ohr.

Die zwei Husaren halten Ordnung,

und das ist ihre strenge Pflicht;

springen umher mit den Gewehren,

jedoch die Mädchen fürchten's nicht.

Der alte Harzer mit der Glocke

macht so ein pfiffiges Gesicht,

er freut sich wie ein junger Knabe

und schämt sich seines Alters nicht.

Ihr Narren all vom ganzen Städtchen

zum Feste Ihr erschienen seid!

Drum rufet laut aus frohem Herzen

ein „Hoch“ auf Schömbergs Narrenzeit.
Da die Anzahl der Teilnehmer häufig sehr hoch ist, wird das Narrenlied nicht genau sechs Mal gespielt, sondern meistens häufiger.

## Die 20er

### Allgemeines
In kaum einem anderen Ort im Südwesten Deutschlands wird heute noch ein derartig ausgeprägtes Jahrgangsleben betrieben wie in Schömberg. Es liegt daran, dass die 20er in Schömberg besonders an der Fasnet eine sehr große Rolle spielen. Die Vorbereitungen hierfür beginnen mit 14 Jahren. Als 14er – das ist der Jahrgang, dessen Mitglieder im Vorjahr 14 Jahre alt geworden sind – wird das erste Mal um das Facklafiar gelaufen.
Die 20er-Fasnet ist der Höhepunkt eines jeden Jugendlichen. Zurückzuführen ist das Ganze wohl auf die Rekrutenzeit, die damals in diesem Alter anfing. Deshalb hat man in der Phase zwischen Jugend- und Erwachsenenalter eine Art „Narrenfreiheit“. Ein weiterer Grund, der diese Vermutung stützt, ist, dass am Facklasonndig bis heute alte Rekrutenlieder gesungen werden.

### 20er-Fasnet
Alle Kuriositäten, Peinlichkeiten, Fehltritte, Unzulänglichkeiten usw. werden von den 20ern mit Hilfe der Schömberger Bevölkerung aufgeschrieben, in Reime verpackt und später im Narrenblättle abgedruckt.
Die Taufe der neuen 20er findet am Herrgottstag (Fronleichnam) auf dem Marktplatz statt. Nach der Fronleichnamsprozession werden die neuen 20er vom Vorgängerjahrgang getauft. Früher wurde dazu der Narrenbrunnen verwendet, welcher damals noch auf dem Marktplatz stand. Aktuell organisiert der zu taufende Jahrgang ein Wasserbecken oder ähnliches.
Um den 11. November wird das Narrenkästle von den Vorgängern an die 20er übergeben und vor der Alten Schule, in der sich die Zunftstube der Narrenzunft Schömberg befindet, aufgehängt. Hier kann die Bevölkerung die eine oder andere Begebenheit, die ans Tageslicht gekommen ist, den 20ern anonym zukommen lassen. Seit einigen Jahren gibt es auch ein Online-Narrenkästle, das auf der Website der Narrenzunft Schömberg zu finden ist.
Bei der Generalversammlung der Narrenzunft am 5. Januar beginnt dann auch für die 20er die eigentliche Fasnet. Es folgen Aufgaben wie das Abstauben und die Haussammlungen, wo die 20er die Narrenräte begleiten dürfen. Außerdem gehen die 20er jeden Samstag vor der Fasnet maschgera. Ab dem Schmotziga sind die 20er dann im Dauereinsatz bis zum Facklasonndig (→ siehe Ablauf der Schömberger Fasnet).
Ein letztes Mal zeigen sich dann die 20er am Pfingstmontag, wo ein komplett in Flieder gepackter Jahrgänger als „Allebär“ durch die Wirtschaften getrieben wird. An Christi Himmelfahrt und Fronleichnam machen die 20er die beiden letzten Gänge: Vier der 20er tragen bei den Prozessionen die großen Kirchenfahnen durch die Stadt. Am Fronleichnamsnachmittag geht’s dann zur bereits genannten Taufe nur dieses Mal in der Rollen des Täufers.

## Sonstiges

### Narrenbrunnen

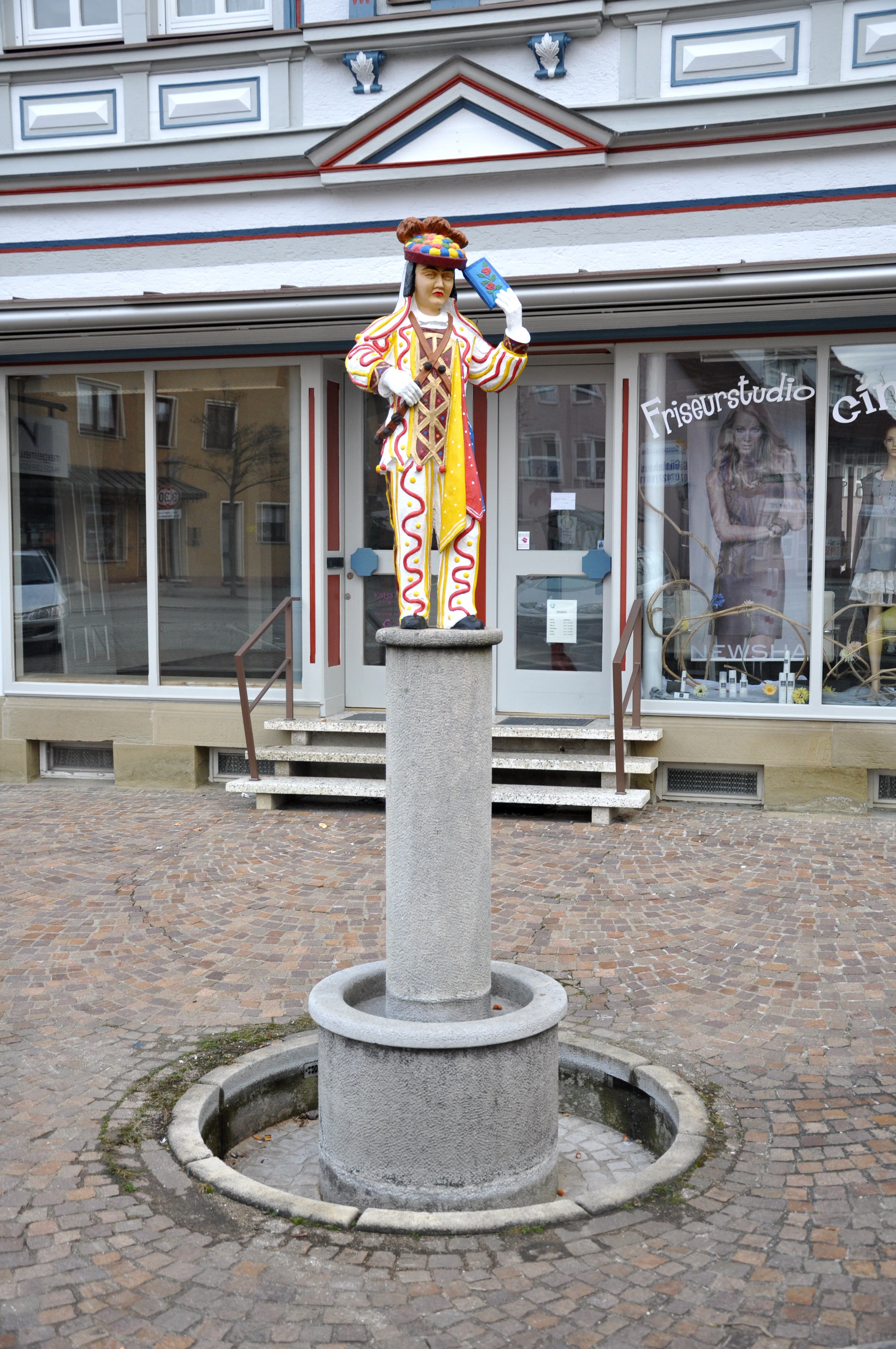
Narrenbrunnen

Am Fasnetssonndig 1964 ging ein lang gehegter Wunsch der Narrenzunft in Erfüllung: Der Narrenbrunnen direkt am Marktplatz wurde eingeweiht. An diesem Tag floss anstatt Wasser Rotwein durch den Brunnen. Nach dem erfolgreichen Narrentreffen 1962 – auch in finanzieller Hinsicht – wurde die Idee das erste Mal im Narrenrat besprochen. Begeistert beauftragte man den Straßberger Bildschnitzer Alfred Sessler, die Figur bzw. den Brunnen zu entwerfen und anzufertigen. Der 1,42 Meter hohe Fransennarr aus Holz wog knapp hundert Kilogramm.
Mit der Neugestaltung des Marktplatzes hat man den Narrenbrunnen um mehrere Meter versetzt. Hier befindet sich nicht mehr die originale Holzfigur Sesslers, sondern eine 1980 angefertigte, originalgetreue Metallkopie, die den Narrenbrunnen ziert. Grund hierfür war die zu rasche Verwitterung des Holzes. Das Holzoriginal steht heute noch in der Zunftstube.
Im Herbst 2011 wurde die Narrenfigur pünktlich zu den Narrentagen 2012 restauriert.

### Narrenskulpturen

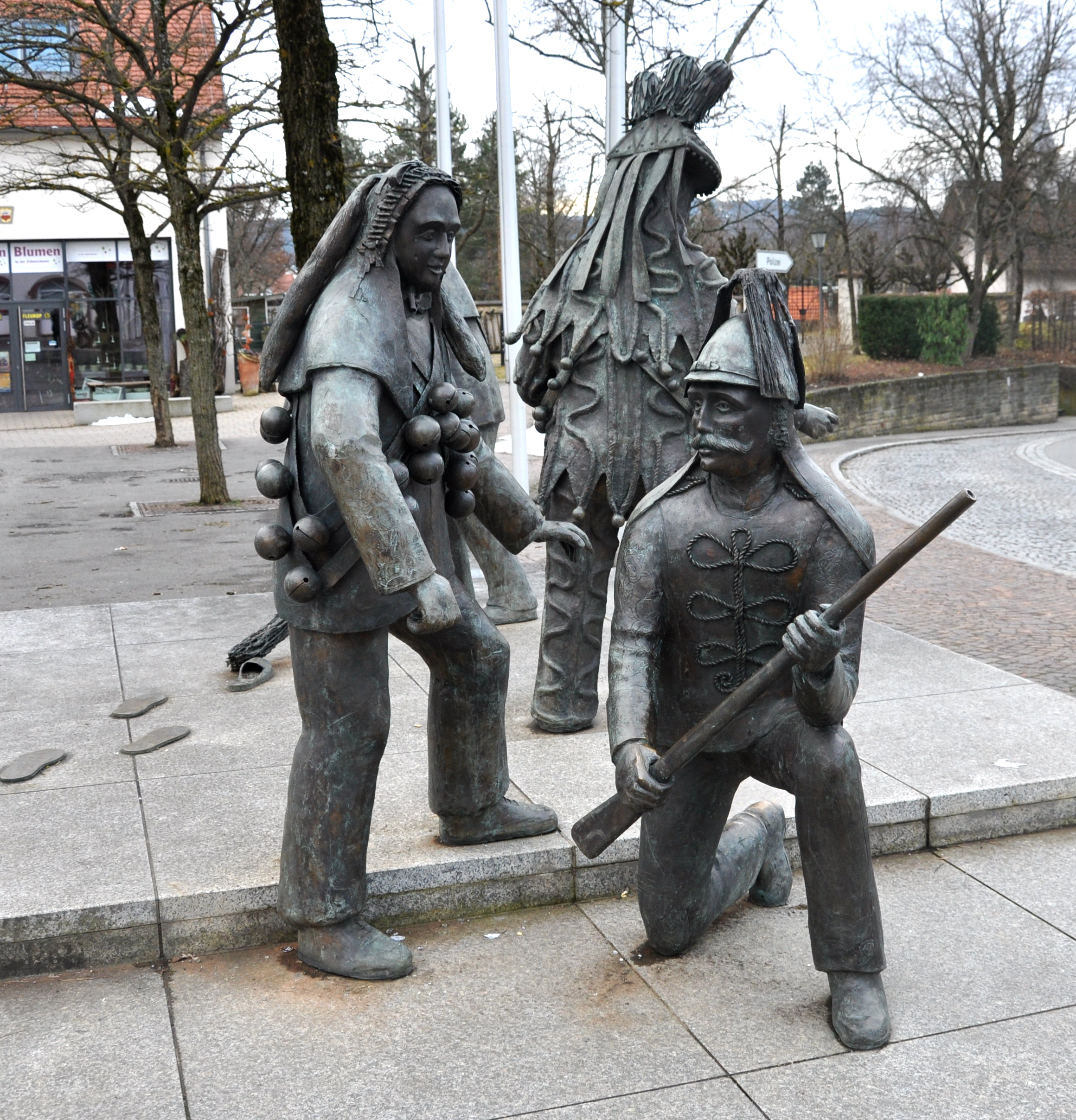
Narrengruppe, Detail

Auf der anderen Seite des Marktplatzes steht die bronzene Narrenskulptur, die den Parkplatz vor der Sparkasse, dem Friedhof, der Zehntscheuer und dem ehemaligen Gasthaus Lamm ziert. Eingeweiht wurde die Skulptur, die von Gunter Dietrich aus Inzigkofen erstellt wurde, am 17. Oktober 1998. Die Kosten von 96.000 DM wurden anlässlich des 75-jährigen Bestehens der Narrenzunft über Spenden und den Überschuss einer Großveranstaltung finanziert.
Im Herbst 2023 wurden die Narrenskulpturen grundlegend saniert. Dabei wurde der Granitsockel komplett entfernt und durch wellenförmig angeordnete Pflastersteine ersetzt.
Auf der Plattform stehen in Lebensgröße die Narrenfiguren Fransennarr, Fuchswadel, Husar und Harzer.

### Narrenmuseum

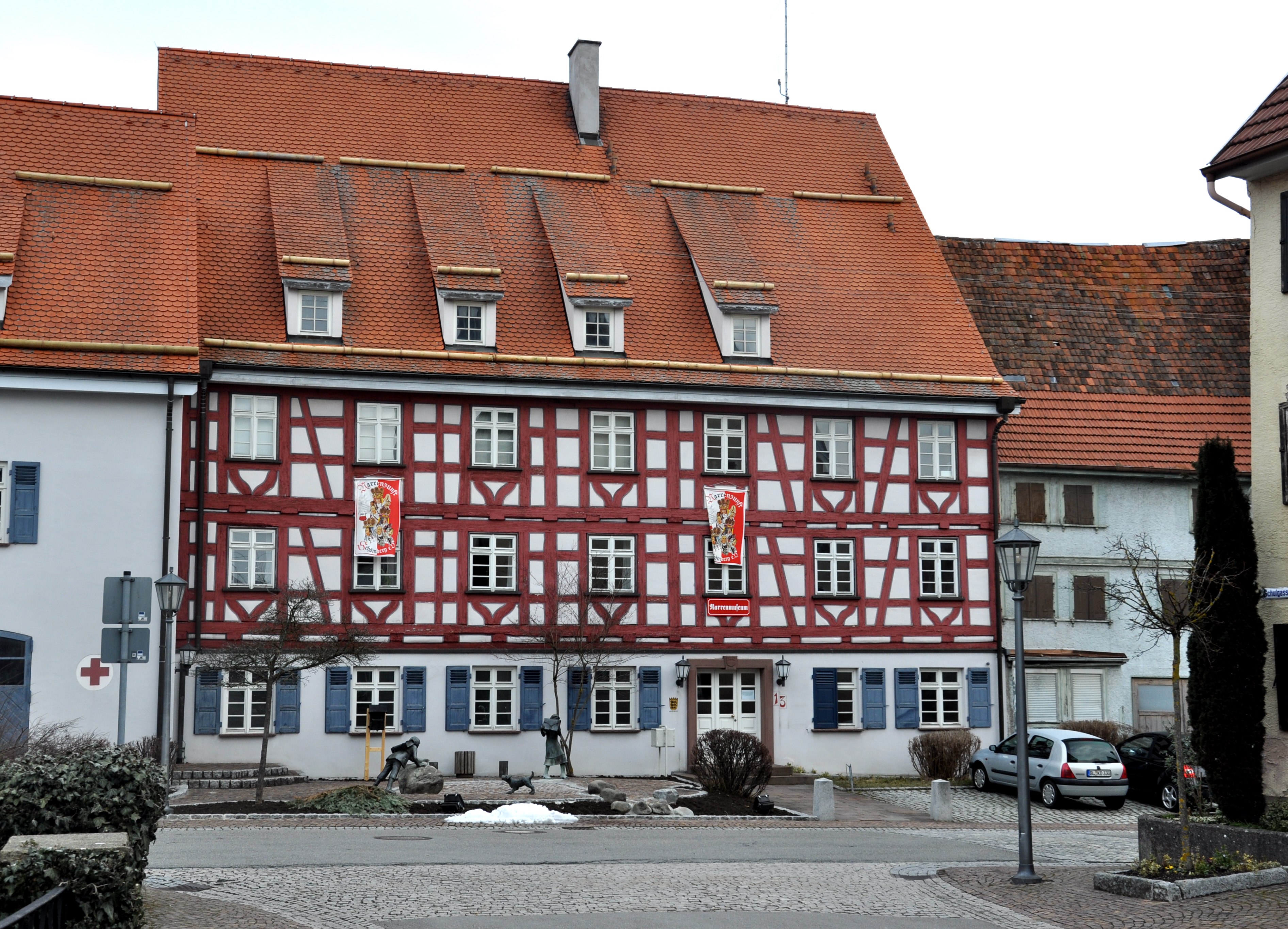
„Alte Schule“ mit dem Narrenmuseum

Am 9. September 1988 wurde ein weiterer Traum der Narrenzunft wahr: Durch die Sanierung der „Alten Schule“ in der Nähe des Marktplatzes wurden viele Räume frei. In dem restaurierten Gebäude befinden sich aktuell die Freiwillige Feuerwehr, das DRK und Vereinsräume des Liederkranz Schömberg und des Schachvereins. Bis 2017 befand sich zudem das Notariat im Gebäude.
Die Narrenzunft beherbergt hier sowohl das Narrenmuseum, wie auch die Zunftstube. Mehr als 2,5 Millionen DM und mehr als 5.000 Arbeitsstunden von freiwilligen Helfern stecken in dem historischen Gebäude.
Das Narrenmuseum beherbergt heute ca. fünfzig historische Kleidle in Originalgröße, wie auch Schriften, Fahnen, Urkunden und einen historischen Abriss über die Tradition und das Brauchtum der Schömberger Fasnet und deren Entstehungsgeschichte. Träger des Narrenmuseums ist die Narrenzunft Schömberg e.V.
Das Museum und eine Zunftstube konnte dank der Initiative des Narrenrates und einer großzügigen Spende des verstorbenen Gönners Herrn Hans-Erich Lindner eingeweiht werden.
Das Museum wurde 2009 umfassend renoviert und öffnete im Januar 2010 pünktlich zur Fasnet zum ersten Mal die Pforten. Im Jahr 2018 wurde das 30-jährige Bestehen mit einem Festakt am Pfingstmontag gefeiert.

### Zunftstube
Die Zunftstube ist ebenfalls ein Teil der 200 Quadratmeter großen Räumlichkeiten der Narrenzunft. Hier finden u. a. die Sitzungen des Narrenrats, der Empfang am Fasnetssonndig und die Erfassung der Narrenkleidle statt. Zudem befindet sich dort auch das Archiv und die Kleiderkammer.
Davor fanden die Sitzungen des Narrenrates in einem Raum der Grundschule statt.
Im Rahmen des Auszuges der Freiwilligen Feuerwehr aus dem Gebäude werden Räumlichkeiten in der Alten Schule frei, welche zukünftig teilweise von der Narrenzunft genutzt werden sollen.
In der Zunftstube befindet sich die originale Holzfigur, die Alfred Sessler ursprünglich für den Narrenbrunnen geschnitzt hat.

## Liste der Zunftmeister der Narrenzunft
| Zeit      | Name                  | Beruf                 |
| --------- | --------------------- | --------------------- |
| 1922–1924 | Franz-Josef Baier     | Bäckermeister         |
| 1925–1927 | Heinrich Schmidberger | Landwirt              |
| 1928–1930 | Karl Ströbel          | Steinmetz             |
| 1931–1933 | Franz-Josef Baier     | Bäckermeister         |
| 1934–1937 | Thomas Riedlinger     | Hausmeister           |
| 1938      | Rudolf Faulhaber      | Fuhrhalter            |
| 1939      | Karl Schmidberger     | Landwirt              |
| 1940–1946 | kein Zunftmeister     |                       |
| 1947–1953 | Karl Schmidberger     | Landwirt              |
| 1954–1958 | Emil Riedlinger       | Bankvorstand          |
| 1959–1974 | Paul Riedlinger       | Gärtner               |
| 1975–1993 | Emil Riedlinger       | Bankvorstand          |
| 1994–1995 | Peter Schwabe         | Leiter Qualitätswesen |
| 1996–2000 | Jürgen Riedlinger     | Bankbetriebswirt      |
| 2001–2003 | Hans Unverricht       | Schlosser             |
| seit 2004 | Bernhard Wuhrer       | Bauingenieur          |

## Medien
Immer wieder berichteten regionale und überregionale Medien über die Schömberger Fasnet. Neben den Lokalzeitungen Zollern-Alb-Kurier und Schwarzwälder Bote ist vor allem der SWR regelmäßig in Schömberg zu Gast. Im Jahr 2005 wurde eine knapp 30-minütige Videoreportage im Rahmen der SWR-Sendung „Treffpunkt“ gedreht, wobei die 20er vom Fasnetssonndig bis einschließlich Facklasonndig begleitet wurden.
Am Fasnetssonndig 2018 wurde ein 360°-Video vom Bolanes gedreht, welches mit VR-Technologie im Fastnachtsmuseum Narrenschopf in Bad Dürrheim seit Herbst 2018 angeschaut werden kann.

## Trivia

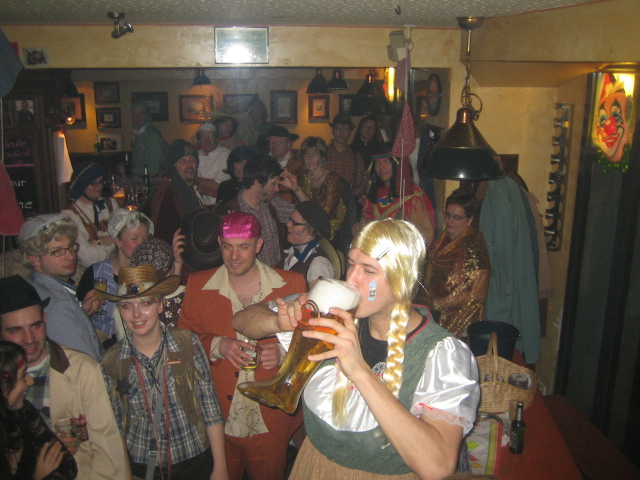
Pascal Hens auf der Schömberger Fasnet 2007

Im Jahre 1965 fuhren Schömberger Narren in voller Montur am Feldberg Ski. Zufällig war ein Fernsehteam des Süddeutschen Rundfunks anwesend, welches die Aktion genaustens dokumentierte. Bei der folgenden Generalversammlung der Narrenzunft wurde dieses Unternehmen, dessen Ausführung nicht bei allen Narrenräten bekannt war, heftigst in die Kritik gestellt, da dies nichts mit der Fasnetstradition zu tun hat.
Am Fasnetssamschdig 2007 war ein Teil der Bundesligamannschaft des HSV Hamburg im Zollhaus am Marktplatz und im Goaßahemml, da sie nach dem Bundesligaspiel gegen den HBW Balingen-Weilstetten die Empfehlung bekamen, die Schömberger Fasnet zu besuchen. Nationalspieler Pascal Hens, bekleidet mit einem Dirndl und einer blonden, langhaarigen Perücke, sagte einen Stiefel mit einem norddeutschen Trinkspruch an.